# Bloco comemorativo

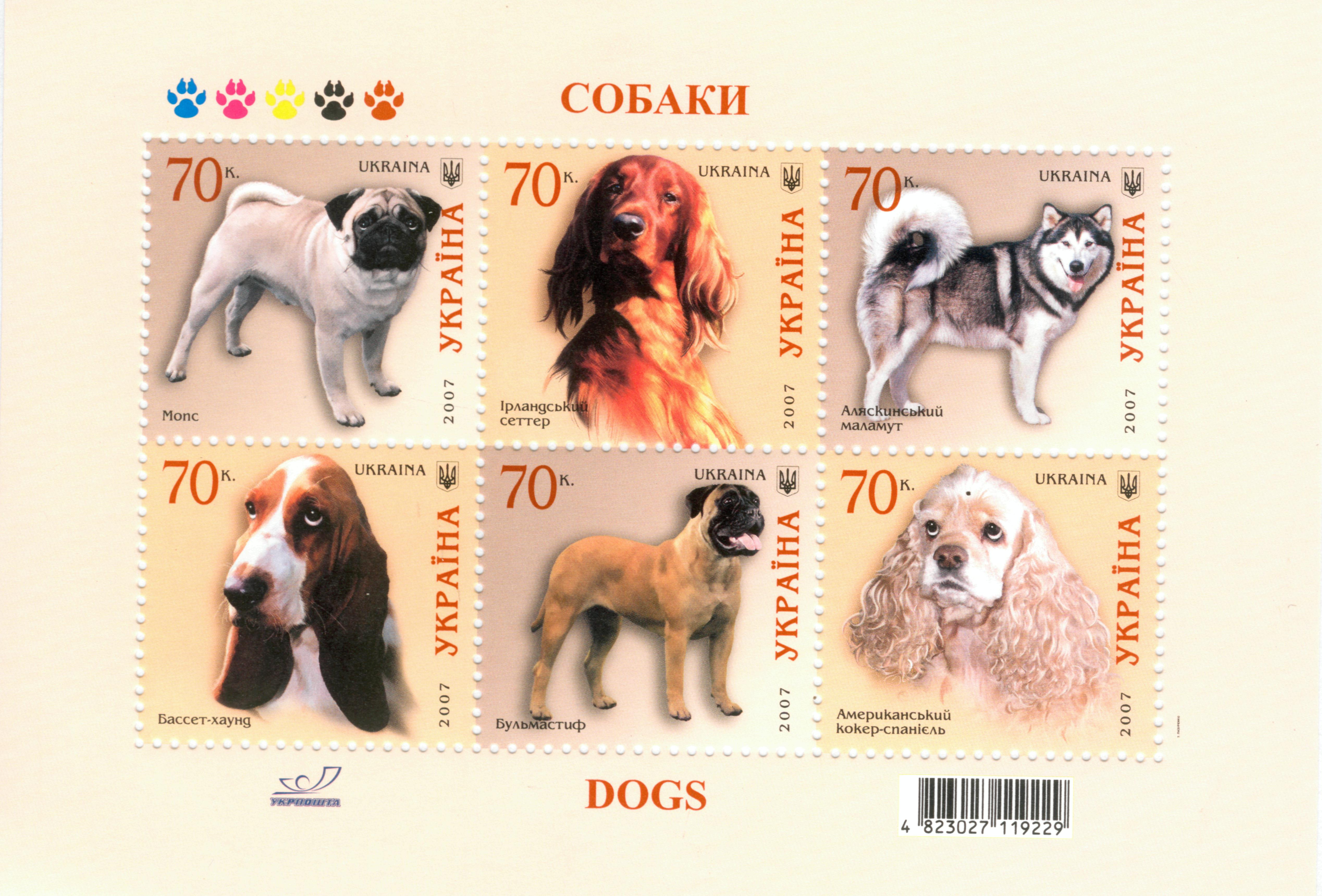
Bloco comemorativo ucraniano em homenagem aos cães. Na imagem estão presentes seis diferentes raças de seis diferentes grupos caninos.

Bloco comemorativo, em filatelia, é como se chama o selo ou conjunto de selos (que podem, ou não, ser iguais) lançado oficialmente em uma folha especial em geral pequena, com finalidade comemorativa ou temática, via de regra com tiragem limitada.
Luxemburgo emitiu o primeiro bloco comemorativo oficialmente reconhecido em 1923, um único selo de 10 francos, inserido em uma folha em branco. O objetivo era honrar o nascimento da princesa Elisabeth. No entanto, este país havia produzido um semelhante em 1921, uma pequena folha de 5 selos para comemorar o nascimento do príncipe Jean e uma folha ainda mais antiga de 10 selos para a adesão de Guilherme IV em 1906. No entanto, não foram reconhecidos como blocos de comemoração, pois nenhum dos dois tinha inscrições de margem e ambos consistiam em selos regulares de edições que estavam disponíveis de outra forma.